# 랭-8
랭-8(영어: Lang-8)은 언어 교환 소셜 네트워크 웹사이트이다. 일본 도쿄에 있는 랭-8 주식회사를 본사로 두고 있으며, 190국 이상의 국가와 90개 이상의 언어, 75만 명의 회원을 보유하고 있다.

## 역사
중화인민공화국에서 태어나고 일본에서 자란 양양 시는 23살에 랭-8에 대해 구상했다. 양양 시는 도쿄에서 대학을 다닐 시절에 자신의 친구와 일기를 주고받았다. 둘은 상대의 언어로 쓴 일기를 서로 첨삭해주었고, 이는 양양 시가 랭-8을 개발하는 데에 기폭제가 되었다.
2006년 8월에 양양 시와 마츠모토 카즈키는 연구 과제로 랭-8을 개발했다. 초기에는 도쿄 대학 학생만 이용할 수 있었지만, 2007년 4월에서 7월 사이에 웹사이트를 수정하고, 2007년 6월 29일에 정식적으로 랭-8 주식회사를 설립했다. 2009년에 양양 시와 사이가 틀어진 마츠모토 카즈키는 회사를 떠나고, 양양 시는 최고 경영자로 남아 있다.

## 특징
회원이 자신이 배우고 싶은 언어로 글을 쓰면, 해당 언어를 모국어로 하는 다른 회원들에게 해당 글이 보여진다. 모국어 회원들은 글을 첨삭해주고 L-포인트를 얻는다. L-포인트가 높을수록 자신의 글이 상단에 나타나 첨삭받을 확률이 높아진다. 한 회원은 최대 2개까지 학습 언어를 설정할 수 있다. 계정은 프리미엄 계정으로 전환하면 글에 사진 업로드, 글 내용 PDF 전환, 학습 언어 수 무제한, 광고 숨기기 등의 혜택을 제공한다.

### 지원 언어
| - 한국어 - 영어 - 일본어 - 중국어 - 광둥어 - 타이완어 - 아이슬란드어 - 아이누어 - 아일랜드어 - 아제르바이잔어 - 아프리칸스어 - 아라비아어 - 알바니아어 - 아르메니아어 - 이탈리아어 - 이디시어 - 인도네시아어 - 웨일스어 - 우크라이나어 - 우즈베크어 | - 우르두어 - 에스토니아어 - 에스페란토어 - 네덜란드어 - 카탈루냐어 - 그리스어 - 크메르어 - 크로아티아어 - 그루지야어 - 게일어 - 산스크리트어 - 싱할라어 - 자바어 - 스웨덴어 - 스페인어 - 슬라브어 - 슬로바키아어 - 슬로베니아어 - 스와힐리어 - 세르비아어 | - 태국어 - 타갈로그어 - 타밀어 - 체코어 - 티베트어 - 텔루구어 - 덴마크어 - 튀르키예어 - 통가어 - 독일어 - 노르웨이어 - 아이티어 - 하와이어 - 헝가리어 - 바스크어 - 펀자브어 - 힌디어 - 비하르어 - 핀란드어 - 프랑스어 | - 불가리아어 - 히브리어 - 베트남어 - 벵골어 - 페르시아어 - 보스니아어 - 폴란드어 - 포르투갈어 - 마케도니아어 - 마라티어 - 말레이어 - 몽골어 - 라오스어 - 라틴어 - 라트비아어 - 리투아니아어 - 루마니아어 - 러시아어 |